# Стрілиця (Семилуцький район)
Стрілиця (рос. Стрелица) — робітниче селище у Семилуцькому районі Воронезької області Російської Федерації.
Населення становить 3953 особи. Входить до складу муніципального утворення Стрілицьке міське поселення.

## Історія
Населений пункт розташований у історичному регіоні Чорнозем'я. Від 1925 року належить до Семилуцького району, спочатку в складі Центрально-Чорноземної області, а від 1934 року — Воронезької області.
Згідно із законом від 15 жовтня 2004 року входить до складу муніципального утворення Стрілицьке міське поселення.

## Населення
| 1959  | 1970  | 1979  | 1989  | 2002  | 2009  | 2010  |
| ----- | ----- | ----- | ----- | ----- | ----- | ----- |
| 4791  | ↗5187 | ↘4832 | ↘4569 | ↗4828 | ↗4854 | ↘3937 |
| 2012  | 2013  | 2014  | 2015  | 2016  | 2017  | 2018  |
| ↗3962 | ↘3923 | ↗3969 | ↗4063 | ↗4114 | ↘4043 | ↘3953 |